# Diana Gomes
Pour les articles homonymes, voir Gomes.
Diana Gomes, née le 26 juillet 1998 au Portugal, est une footballeuse internationale portugaise évoluant au poste de milieu de terrain défensif. Elle est internationale portugaise depuis 2017. Elle évolue au sein du SL Benfica.

## En sélection nationale[1]
Elle fait ses débuts le 14 février 2013, avec l'équipe des moins de 16 ans, contre l'Ecosse. Elle rentre à la 58e minute en remplacement de Nadine Cordeiro.
| Matches officiels de Diana Gomes en sélections portugaises au 30/6/22 | Matches officiels de Diana Gomes en sélections portugaises au 30/6/22 | Matches officiels de Diana Gomes en sélections portugaises au 30/6/22 | Matches officiels de Diana Gomes en sélections portugaises au 30/6/22 | Matches officiels de Diana Gomes en sélections portugaises au 30/6/22 |
| Club                                                                  | V.                                                                    | N.                                                                    | D.                                                                    | Buts                                                                  |
| --------------------------------------------------------------------- | --------------------------------------------------------------------- | --------------------------------------------------------------------- | --------------------------------------------------------------------- | --------------------------------------------------------------------- |
| Portugal U16 (5 matchs: %) (Incomplet)                                | 0 ( %)                                                                | 2 ( %)                                                                | 3 ( %)                                                                | 0 (00.00 %)                                                           |
| Portugal U17 (19 matchs: %) (Incomplet)                               | 8 ( %)                                                                | 6 ( %)                                                                | 5 ( %)                                                                | 0 (00.00 %)                                                           |
| Portugal U19 (24 matchs: %) (Incomplet)                               | 8 ( %)                                                                | 8 ( %)                                                                | 9 ( %)                                                                | 0 (00.00 %)                                                           |
| Portugal A (21 matchs: %) (Incomplet)                                 | 11 ( %)                                                               | 4 ( %)                                                                | 9 ( %)                                                                | 3 (100,00 %)                                                          |
| Total (Incomplet)                                                     | 27 ( %)                                                               | 20 ( %)                                                               | 26 ( %)                                                               | 3                                                                     |

### Buts en sélection
| Sélections | Date              | Stade                             | Adversaire | Résultat | Compétition          | Buts |
| ---------- | ----------------- | --------------------------------- | ---------- | -------- | -------------------- | ---- |
| 13         | 19 septembre 2021 | Stade Haberfeld, Rishon LeZion    | Israël     | 0 – 4    | Qualif. Mondial 2023 | 1    |
| 14         | 26 octobre 2021   | Stade Lokomotiv, Plovdiv          | Bulgarie   | 0 – 5    | Qualif. Mondial 2023 | 1    |
| 15         | 25 novembre 2021  | Estádio do Portimonense, Portimão | Israël     | 4 – 0    | Qualif. Mondial 2023 | 1    |